# 奥克维尔 (华盛顿州)
奥克维尔（英文：Oakville），是美国华盛顿州格雷斯港县下属的一座城市。根据 2000年美国人口普查，该市有人口675人。根据2010年美国人口普查，该市有人口684人。而2011年估计该市有682人。